# Oblast de Ivanovo
O oblast de Ivanovo (russo:  Ива́новская о́бласть, tr. Ivánovskaia óblast) é uma divisão federal da Rússia. A sua capital é a cidade de Ivanovo. De acordo com o censo populacional de 2010, a sua população era de cerca de 1 061 651 habitantes.
As suas três maiores cidades são Ivanovo, Kineshma e Shuia. O principal centro turístico é a cidade de Plios.
O rio Volga atravessa o território setentrional do oblast.